# Die Kriminalerzählung
Die Kriminalerzählung ist eine von der ARD in den Jahren 1970 (Staffel 1) und 1973 (Staffel 2) produzierte Fernsehserie, die in den Jahren 1970 beziehungsweise 1973 und 1974 vom Westdeutschen Rundfunk Köln im Vorabendprogramm das erste Mal ausgestrahlt wurde.

## Handlung
In Staffel 1 dieser Kriminalserie ermittelt zunächst nur Inspektor Parkinson in Mordfällen, klärt Einbrüche auf und sucht verschwundene Menschen. In Staffel 2 steht ihm Privatdetektiv Carlis hilfreich zur Seite.

## Hintergrund
Vorläufer der beiden Staffeln war die sechsteilige Serie Detektiv Quarles aus dem Jahr 1968, in der Eric Pohlmann unter dem Namen Quarles ermittelt. Die Fälle der Staffel 1 (ursprünglicher Name Die Kriminalnovelle) basierten auf literarischen Vorlagen von Cyril Hare. In Staffel 2 stammten die Drehbücher von verschiedenen Autoren, dabei auch Julian Symons, dem Autor der Vorläuferserie. In der Nachfolgeserie Mr. Carlis und seine abenteuerlichen Geschichten spielte Eric Pohlmann die Rolle weiter.

## Schauspieler und Rollen (Auswahl)
Neben den in der folgenden Tabelle gezeigten Schauspielern hatten unter anderen Günter Pfitzmann, Doris Kunstmann, Karl Michael Vogler, Dieter Hallervorden, Liane Hielscher, Louise Martini, Ferdy Mayne und Klaus Schwarzkopf Gastauftritte.
| Schauspieler Staffel 1 | Rolle               |
| ---------------------- | ------------------- |
| Eva Berthold           | Hilda Trent         |
| Ivan Desny             | Teddy Brancaster    |
| Andrea Grosske         | Mrs. Wellmann       |
| Raimund Harmstorf      | Mike Jay            |
| Walter Jokisch         | Inspektor Parkinson |
| Irmgard Kootes         | Jenny Holman        |
| Albert Lieven          | John Pennington     |
| Edgar Maschmann        | Spender             |
| Heinz Meier            | Mr. Wellman         |
| Eva Pflug              | Sybil Meinwaring    |
| Wolfram Schaerf        | Anwalt Holman       |
| Rolf Schimpf           | Mr. Smith           |
| Hans Timmermann        | Timothy Trent       |
| Ingrid van Bergen      | Cat                 |
| Wolf von Gersum        | Charles Meinwaring  |
| Helen von Münchhofen   | Jane Brancaster     |
| Peter Wienecke         | Assistent Miller    |

| Schauspieler Staffel 2 | Rolle               |
| ---------------------- | ------------------- |
| Herbert Bötticher      | Green               |
| Herta Fahrenkrog       | Anne                |
| Benno Hoffmann         | Honigmaul           |
| Walter Jokisch         | Inspektor Parkinson |
| Gerda-Maria Jürgens    | Wirtin              |
| Jochen Köppel          | Jerôme              |
| Diana Körner           | Mrs. Lobbet         |
| Renate Küster          | Linda               |
| Günter Lüdke           | Phipps              |
| Edgar Maschmann        | Bendley             |
| Kurd Pieritz           | Feering / Sir John  |
| Eric Pohlmann          | Francis Carlis      |
| Joachim Rake           | Rutherford          |
| Rolf Schimpf           | Bloomer             |
| Heinz Schubert         | Gérard / Lautrec    |
| Herbert Stass          | Kane                |
| Ingrid van Bergen      | Mrs. Prothero       |

## Regie und Drehbuch
Für die Regie der einzelnen Episoden waren unter anderen Wolfgang Staudte, Wilm ten Haaf, Rudolf Nussgruber, Michael Braun und Hans Quest zuständig.
Zu den Drehbuchautoren gehörten Martin Duschat, Cyril Hare, Margery Allingham und Julian Symons.

## Episoden

### Staffel 1
| Folge | Titel                    | Erstausstrahlung   |
| ----- | ------------------------ | ------------------ |
| 1     | Armer Mr. Wellman        | 4. September 1970  |
| 2     | Premiere in der Villa    | 11. September 1970 |
| 3     | Tod eines Erpressers     | 18. September 1970 |
| 4     | Die Galgenvögel          | 2. Oktober 1970    |
| 5     | Es bleibt in der Familie | 9. Oktober 1970    |

### Staffel 2
| Folge | Titel                           | Erstausstrahlung   |
| ----- | ------------------------------- | ------------------ |
| 1     | Der furchtsame Ehemann          | 21. September 1973 |
| 2     | Die rote Queen                  | 28. September 1973 |
| 3     | Mann vermißt                    | 5. Oktober 1973    |
| 4     | Geheimakte SF2                  | 12. Oktober 1973   |
| 5     | Die Branntweinprobe             | 9. November 1973   |
| 6     | Die Handschuhe des Franzosen    | 16. November 1973  |
| 7     | Die Hülse mit dem grünen Faden  | 7. Dezember 1973   |
| 8     | Ein Zylinder aus Onyx           | 21. Dezember 1973  |
| 9     | Mrs. Applebys Bär               | unbekannt          |
| 10    | Miss Burnsides Dilemma          | unbekannt          |
| 11    | Das Internat des Dr. Foster     | unbekannt          |
| 12    | Die Rechnung geht nicht auf     | unbekannt          |
| 13    | Mexikanische Träume             | unbekannt          |
| 14    | Dank William Shakespeare        | unbekannt          |
| 15    | Der unglückliche Klavierstimmer | unbekannt          |
| 16    | Die Augenzeugin                 | unbekannt          |
| 17    | Das wird dich umbringen         | unbekannt          |
| 18    | Sebastiano                      | unbekannt          |
| 19    | Entenjagd                       | unbekannt          |
| 20    | Die Tierfreundin                | unbekannt          |
| 21    | Sir Olins Vermächtnis           | unbekannt          |